# LMMS
El Linux MultiMedia Studio, o .LMMS, és un programa lliure i multiplataforma de producció musical (per a Linux i Microsoft Windows). És una alternativa lliure a programes om ara FL Studio. El LMMS treballa amb sintetitzadors, mostres d'àudio (samplers) i canals MIDI. És compatible amb teclats MIDI i amb connectors LADSPA i VST.